# Andrew Huang
Andrew Huang, dit « bunnie », est un hacker américain ayant obtenu son doctorat en génie électrique au MIT. Il est l'auteur du livre librement disponible 2003 Hacking the Xbox: An Introduction to Reverse Engineering.
Huang est membre de la fraternité Zeta Beta Tau. Il habite Singapour depuis 2012.